# Uzbuđujuće sredstvo
Uzbuđujuće sredstvo, kemijska tvar. Aktivira SŽS povećavajući tako i produžujući budnost, odgađaj pojavu umora i stimuliraju psihomotoriku. Ponekad ove kemijske tvari izazovu euforiju. Razlikuje se od pojmova psihostimulatora odnosno psihostimulansa.